# Euptilon sinuatum
Euptilon sinuatum is een insect uit de familie van de mierenleeuwen (Myrmeleontidae), die tot de orde netvleugeligen (Neuroptera) behoort. 
Euptilon sinuatum is voor het eerst wetenschappelijk beschreven door Currie in 1903.